# Filippo Franchi
Filippo Franchi oder Della Franca, lat. Philippus Franchus Perusinus (* zwischen 1420 und 1430 in Andrea di ser Nuto bei Perugia; †  13. September 1471 Perugia), war ein italienischer Jurist und Gelehrter des 15. Jahrhunderts.

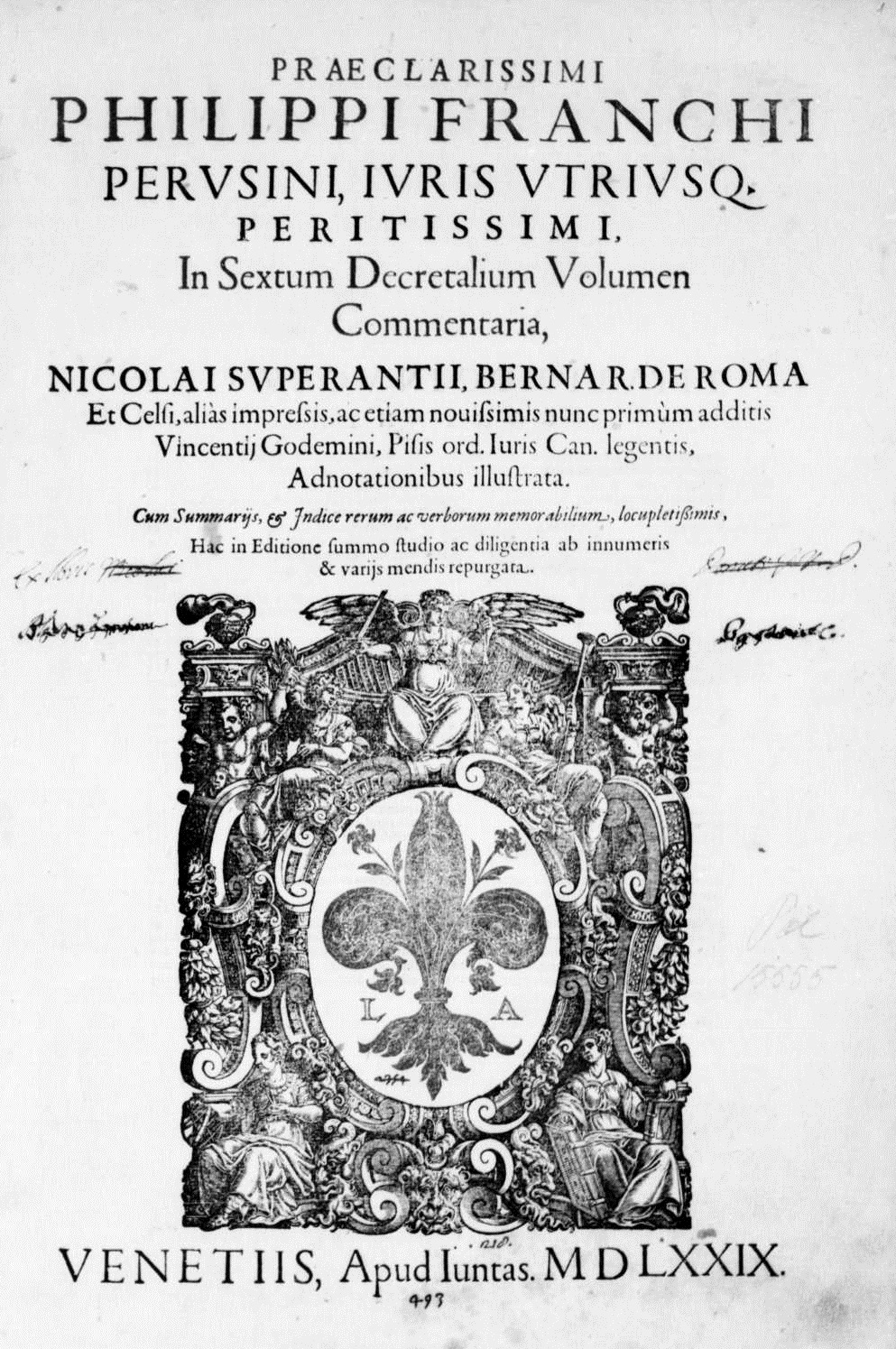
Lectura in Sexto Decretalium, 1579

## Leben und Wirken
Er wurde zwischen 1420 und 1430 in Andrea di ser Nuto bei Perugia geboren, wo er höchstwahrscheinlich an der lokalen Universität unter Baldo Bartolini studierte. Im Jahr 1435 erhielt er seinen Abschluss in Rechtswissenschaften, im Bereich Zivil- und Kirchenrecht, (lat. Bezeichnung: in utroque iure.) Er heiratete Antonia Crispolti, welche aus einer wohlbekannten Familie der Stadt stammte und begann zunächst Kirchenrecht an der Universität Perugia zu lehren. Schließlich wurde er Lektor der Dekretalen.
Von 1460 bis 1461 wechselte er, auf Werben von Francesco Sforza, welcher den guten Ruf der Universität erweitern wollte, als ordentlicher Professor an die Universität Pavia. In den Jahren 1466–1467 folgte der Wechsel an die Universität Ferrara. Trotz Bestrebungen von außen, die ihn zurück nach Pavia lenken wollten, verweilte er bis 1469–70 in Ferrara.
Seine ersten Werke veröffentlichte Franchi 1471 in Perugia, wo er noch im selben Jahr starb. Die Tatsache, dass seine Werke und Schriften bis Ende des Jahrhunderts und auch im darauffolgenden weiterhin veröffentlicht wurden, zeugen von seinem guten Ansehen als Anwalt.

## Werke
- (LA) Super titulo decretalium De appellationibus, Siena, Enrico da Colonia, 1488.
- (LA) Super titulo De regulis iuris in Sexto, Venezia, Francesco Cartolari, 1499.
- (LA) Lectura in Sexto Decretalium, Venezia, Giunta, 1579.